# Gimnazjum w Mariampolu

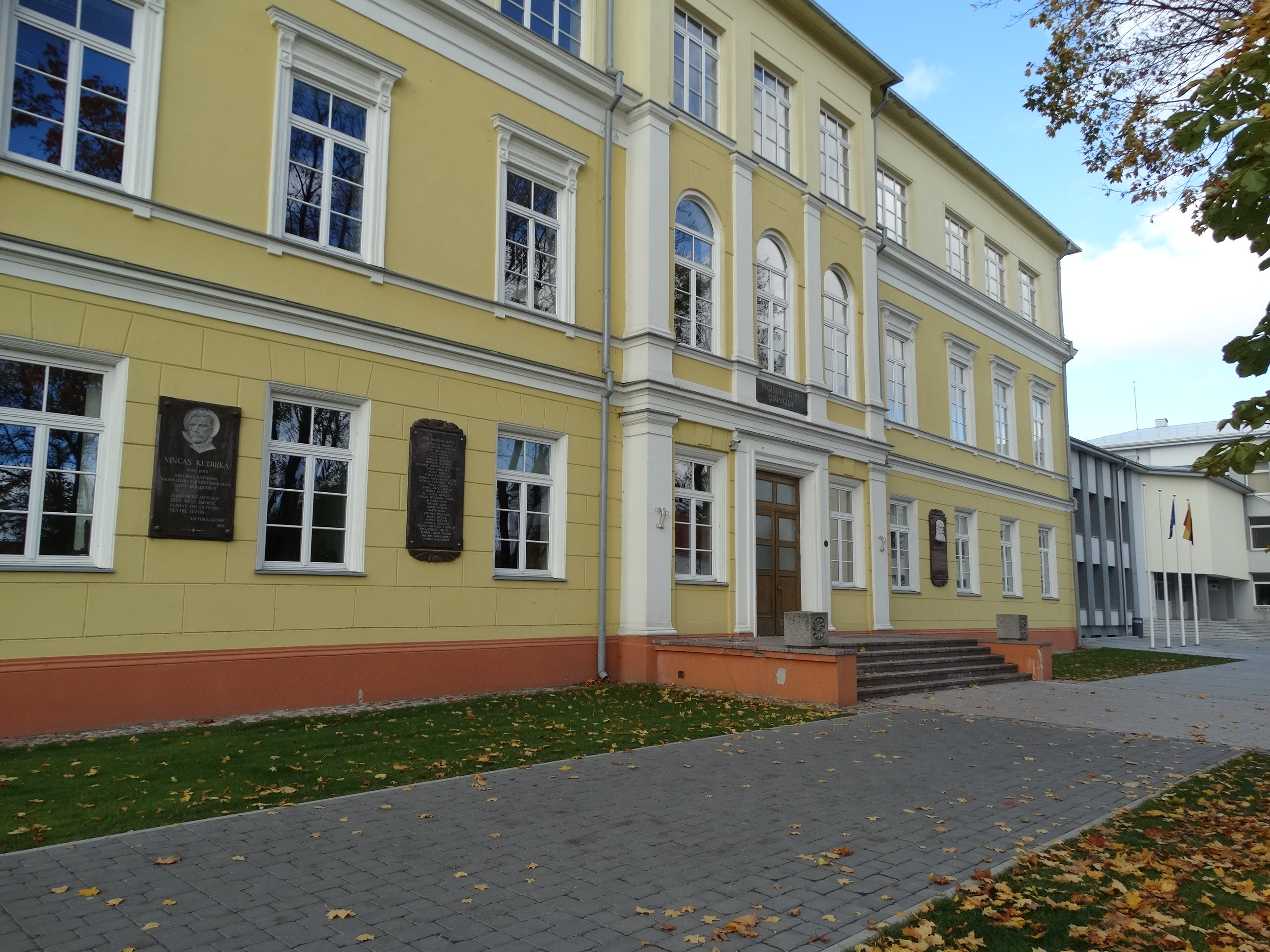
Budynek gimnazjum

Gimnazjum w Mariampolu (lit. Marijampolės gimnazija) – szkoła średnia działająca od 1867 roku w Mariampolu, znajdująca się przy ul. Kowieńskiej (Kauno g. 7).
Gimnazjum powstało po upadku powstania styczniowego, w którym również masowo uczestniczyli chłopi litewskojęzyczni, w 1867 roku na bazie szkoły przeniesionej w 1840 roku z pobliskich Sejn.
Po upadku powstania, chcąc uniknąć kolejnego, władze przystąpiły do intensywnej rusyfikacji, m.in. poprzez zakaz nauczania w innych poza rosyjskim językach, co oznaczało, biorąc pod uwagę stan uprzedni, zakaz nauczania w języku polskim. Także język litewski był poddawany surowym represjom poprzez zakaz publikowania i drukowania książek w tym języku, książki litewskojęzyczne były drukowane wyłącznie na terenie Prus. Do gimnazjum uczęszczali przeważnie dzieci litewskojęzycznych chłopów, którzy po ukończeniu edukacji otrzymywali stypendia pozwalające na dalsze kształcenie się na uniwersytetach w Moskwie i Sankt Petersburgu. 
Pomimo represji, szkoła stała się kuźnią narodowej elity litewskiej, która propagowała ruch nowolitewski i tworzyła u schyłku I wojny światowej nowe państwo.
Obecnie nosi imię Jonasa Rygiškių (pseudonim Jonasa Jablonskisa) - oficjalna nazwa brzmi "Marijampolės Rygiškių Jono gimnazija".
Na przełomie XIX i XX wieku gimnazjum należało do najbardziej prestiżowych na Litwie, ukończyli je m.in. lekarz i redaktor czasopisma Aušra wspierającego odseparowaną od polskości litewską świadomość narodową Jonas Basanavičius (zaproponował używanie w tworzonym języku litewskim "č" i "š" zamiast stosowanych polskich "cz" i "sz"), przyszły prezydent Kazys Grinius, językoznawca Jonas Jablonskis, pisarz Vincas Kudirka, nauczyciel, pisarz i poeta Antanas Venclova (ojciec Tomasa Venclovy), generał i kilkukrotny dowódca naczelny wojsk międzywojennej Republiki Litewskiej Silvestras Žukauskas, premier kolaboracyjnego rządu utworzonego w 1941 r. Juozas Ambrazevičius. Uczył się tu, ale przerwał naukę z powodu choroby, błogosławiony Jerzy Matulewicz.
Do wybitnych absolwentów zasłużonych dla Polski należą: zamordowany w Katyniu generał Henryk Minkiewicz, poległy pod Monte Cassino pułkownik Jerzy Jan Jastrzębski oraz biolog i literat Romuald Minkiewicz.